# ホセ・アンドラーデ
ホセ・アンドラーデ（José Andrade, 1901年11月22日 - 1957年10月5日）は、ウルグアイ・サルト出身のウルグアイ代表のサッカー選手。ポジションは主にミッドフィールダー（サイドハーフ）。

## 経歴
ウルグアイ代表では、ホセ・ナサシなどと共に1924年のパリ五輪と1928年のアムステルダム五輪で2連覇を遂げる。1930年にもFIFAワールドカップに出場、主力として活躍し優勝した。彼がいる間のウルグアイ代表は3つの大きなタイトルを獲得した。黒人選手でヨーロッパ大陸で活躍した選手としては、彼が初めてと言われている。
クラブチームではナシオナル・モンテビデオやCAペニャロールに所属し、国内タイトルも獲得した。1950年FIFAワールドカップにウルグアイ代表として出場したビクトール・ロドリゲス・アンドラーデは甥に当たる。